# Teresa Ribes i Utgé
Teresa Ribes i Utgé (Alcarràs, Segrià, 25 de març de 1942) és mestra, professora de català i política catalana.